# Trigonotis myosotidea
Trigonotis myosotidea är en strävbladig växtart som först beskrevs av Maximowicz, och fick sitt nu gällande namn av Maximowicz. Trigonotis myosotidea ingår i släktet Trigonotis och familjen strävbladiga växter. Inga underarter finns listade i Catalogue of Life.